# Ricky Steamboat
Richard Henry Blood (28 de febrer de 1953), més conegut com a Ricky Steamboat, és un lluitador professional estatunidenc.